# DCF77

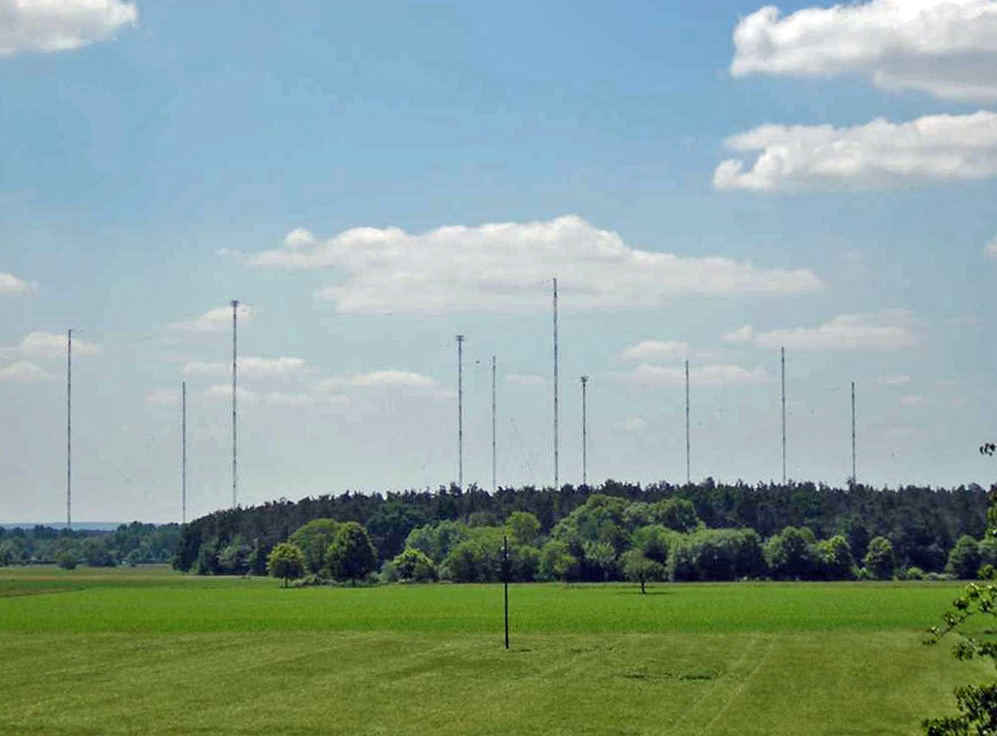

DCF77는 독일의 장파 시보 신호 및 주파수 표준 전파국이다. 1959년 1월 1일 표준 주파수 기지국으로서 서비스를 시작했다. 1973년 6월 날짜 및 시간 정보가 추가되었다.